# Vittjåkk-Akkanålke
Vittjåkk-Akkanålke este o arie protejată (arie specială de conservare — SAC, sit de importanță comunitară — SCI) din Suedia întinsă pe o suprafață de 4.209,7 ha, integral pe uscat.

## Localizare
Centrul sitului Vittjåkk-Akkanålke este situat la coordonatele 65°32′09″N 19°01′03″E / 65.5358°N 19.0176°E.

## Înființare
Situl Vittjåkk-Akkanålke a fost declarat sit de importanță comunitară în decembrie 1995 pentru a proteja 1 specie de animale. Situl a fost protejat și ca arie specială de conservare în martie 2011.

## Biodiversitate
Situată în ecoregiunea boreală, aria protejată conține 7 habitate naturale: Mlaștini împădurite, Lacuri și iazuri distrofice naturale, Cursuri de apă de la nivel de câmpie la nivel montan, cu vegetație Ranunculion fluitantis și Callitricho-Batrachion, Turbării Aapa, Mlaștini turboase de tranziție și turbării mișcătoare, Taiga vestică, Pajiști alpine și boreale.
La baza desemnării sitului se află o specie protejată de  mamifere: râs eurasiatic (Lynx lynx).